# 7 ngày yêu
7 ngày yêu (tên gốc tiếng Thái: 7 Days เรารักกัน จันทร์-อาทิตย์) là một phim điện ảnh lãng mạn Thái Lan năm 2018 do Panjapong Kongkanoy đạo diễn, với sự tham gia của Nittha Jirayungyurn, Kan Kantathavorn và Ananda Everingham. Nội dung phim xoay quanh một người đàn ông mỗi lúc thức dậy sẽ xuất hiện trong một cơ thể khác và những rắc rối của chàng trai trong hành trình thuyết phục bạn gái của mình rằng đó thực sự là anh ta.

## Nội dung
Meen là một cô gái có đam mê cực kỳ lớn với nấu ăn nhưng lại chưa có duyên với nghề đầu bếp nên đã quyết định trở thành một nhà phê bình ẩm thực xinh đẹp. Còn Tan là một chàng trai mạnh mẽ, đam mê công việc chế biến, sáng tạo những món ăn mới và cực kì lạ mắt. Sau năm năm yêu nhau, Tan thực hiện ước mơ làm đầu bếp tại New York. Câu chuyện bắt đầu khi một ngày, trong một lần cãi nhau thì ngày hôm sau Tan biến mất không một lý do.
Meen cực kỳ lo lắng, không biết người yêu của mình đã đi đâu hay lại có một kế hoạch để "troll" mình nữa. Trong khi đó, Tan phải đối mặt với một hiện tượng kỳ lạ: Sau mỗi giấc ngủ, anh lại mắc kẹt trong cơ thể của một người khác - 7 con người với mỗi ngày khác nhau (bao gồm bạn của Tan, gã béo ú, đầu bếp Kong, người già, cháu ruột của Tan, bạn của Meen). Tan tìm mọi cách để gặp Meen và giải thích, nhưng với hình dạng không phải của mình, mọi chuyện có vẻ không dễ dàng với đầu bếp Tan.

## Diễn viên
- Nittha Jirayungyurn vai Meen
- Kan Kantathavorn vai Tan
- Ananda Everingham vai Đầu bếp Kong
- Trai Bhumiratna vai Pop
- Lawrence De Stefano vai George
- Pongpitch Preechaborisuthikul vai Kluay
- Thikumporn Rittapinun vai Pompam, bạn của Meen
- Tewan Sapsanyakorn vai Uncle Mek
- Thankorn Kanlayawuttipong vai Kao Tang, cháu của Tan
- Kwantip Devakula vai Keaw, mẹ của Tan
- Kamontat Korkaew vai Romeo
- Warawan Sinjit vai Joy
- Krit Hincheeranun vai Đầu bếp Pom
- Kittikorn Kukongkiat vai Tan (nhỏ)

## Chủ đề
Nhà sản xuất của bộ phim cũng đưa ra một lời giải thích cho tựa đề phim: "7 ngày yêu đại diện cho 7 ngày trong tuần, từ thứ Hai đến Chủ Nhật, và để yêu thương một ai đó, thì 7 ngày đủ để là một thước đo cho sự yêu thương lâu dài. Vì thế 7 ngày yêu là một biểu tượng cho sự yêu thương dài lâu".